# Daiyun Shan
Daiyun Shan (kinesiska: 戴云山) är ett berg i Kina. Det ligger i provinsen Fujian, i den sydöstra delen av landet, omkring 120 kilometer väster om provinshuvudstaden Fuzhou. Toppen på Daiyun Shan är 1 856 meter över havet.
Daiyun Shan är den högsta punkten i trakten. Runt Daiyun Shan är det ganska tätbefolkat, med 144 invånare per kvadratkilometer. Närmaste större samhälle är Shangyong, 6,5 km norr om Daiyun Shan. I omgivningarna runt Daiyun Shan växer i huvudsak blandskog.
Genomsnittlig årsnederbörd är 2 080 millimeter. Den regnigaste månaden är augusti, med i genomsnitt 396 mm nederbörd, och den torraste är oktober, med 22 mm nederbörd.